# Parmoptila jamesoni
Parmoptila jamesoni е вид птица от семейство Estrildidae.

## Разпространение
Видът е разпространен в Демократична република Конго, Танзания и Уганда.